# Élections législatives belges de 1981
Les élections législatives de 1981 permirent de renouveler la Chambre des représentants de Belgique et le Sénat. Elles se sont déroulées le 8 novembre 1981.

## Résultats

### Chambre
| Parti | Parti       | Voix    | Pourcentage | Sièges | Évolution |
| ----- | ----------- | ------- | ----------- | ------ | --------- |
|       | CVP         | 1165239 | 19,34 %     | 43     | -14       |
|       | PVV         | 776871  | 12,89 %     | 28     | +6        |
|       | SP          | 744593  | 12,36 %     | 26     | 0         |
|       | PS          | 733137  | 12,17 %     | 35     | +4        |
|       | VU          | 588436  | 9,77 %      | 20     | +6        |
|       | PRL         | 480380  | 7,97 %      | 24     | +9        |
|       | PSC         | 390896  | 6,49 %      | 18     | -7        |
|       | FDF-RW      | 253720  | 4,21 %      | 8      | -3        |
|       | Agalev      | 138575  | 2,30 %      | 2      | +2        |
|       | Ecolo       | 132312  | 2,20 %      | 2      | +2        |
|       | RAD/UDRT    | 130526  | 2,17 %      | 3      | +3        |
|       | PCB         | 72357   | 1,20 %      | 0      | 0         |
|       | Vlaams Blok | 66424   | 1,10 %      | 1      | 0         |
|       | KPB/PCB     | 27892   | 0,46 %      | 2      | -2        |
|       | Autres      | 323669  | 5,37 %      | 0      | 0         |

### Sénat
| Parti | Parti       | Voix    | Pourcentage | Sièges | Évolution |
| ----- | ----------- | ------- | ----------- | ------ | --------- |
|       | CVP         | 1149353 | 19,26 %     | 22     | -7        |
|       | PVV         | 781137  | 13,09 %     | 14     | +3        |
|       | PS          | 755512  | 12,66 %     | 18     | +1        |
|       | SP          | 732126  | 12,27 %     | 13     | 0         |
|       | VU          | 587002  | 9,84 %      | 10     | +3        |
|       | PRL         | 515868  | 8,64 %      | 11     | +5        |
|       | PSC         | 414733  | 6,95 %      | 8      | -4        |
|       | FDF-RW      | 255727  | 4,28 %      | 4      | -3        |
|       | RAD/UDRT    | 164131  | 2,75 %      | 1      | +1        |
|       | Ecolo       | 153989  | 2,58 %      | 3      | +3        |
|       | KPB/PCB     | 140577  | 2,36 %      | 1      | 0         |
|       | Agalev      | 121016  | 2,03 %      | 1      | +1        |
|       | Vlaams Blok | 71733   | 1,20 %      | 0      | 0         |
|       | Autres      | 125525  | 2,09 %      | 0      | 0         |